# Aaliyah (Vorname)
Aaliyah (arabisch عالية, DMG ʿĀlīya, [ˈʕaː.li.jah], auch: Aaliya) ist ein weiblicher, arabischer Vorname.

## Herkunft und Bedeutung
Der Name Aaliyah ist eine weibliche Form des Namens Ali und bedeutet „hoch“, „erhaben“.

## Varianten
Es existieren verschiedene Transkriptionen des Namens Aaliyah:
- Aaliyah, Aaliya
- Aaliyya
- Aliyah
- Alija
- Aliah, Alia, Aliya
- Aleya, Aaleya, Aaleyya, Aaleye
- Alea, Aeah, Aaleea
- Aaleie, Aaleia,
- Aalye, Aalyye, Aalie

Die türkische Form lautet Aliye.

## Bekannte Namensträgerinnen
- Aaliyah (1979–2001), US-amerikanische Contemporary-R&B-Sängerin und Schauspielerin
- Aliyah Abrams (* 1997), guyanische Leichtathletin (Sprint)
- Aaliyah Alleyne (* 1994), barbadische Cricketspielerin
- Aaliyah Brown (* 1995), US-amerikanische Leichtathletin (Sprint)
- Aaliyah Love (* 1981), US-amerikanische Pornodarstellerin